# Meridià 176 a l'oest
El meridià 176 a l'oest de Greenwich és una línia de longitud que s'estén des del pol Nord travessant l'oceà Àrtic, Amèrica del Nord, l'oceà Pacífic, Oceania, l'oceà Antàrtic, i l'Antàrtida fins al pol Sud.
El meridià 176 a l'oest forma un cercle màxim amb el meridià 4 a l'est. Com tots els altres meridians, la seva longitud correspon a una semicircumferència terrestre, uns 20.003,932 km. Al nivell de l'Equador, és a una distància del meridià de Greenwich de 19.592 km.

## De Pol a Pol
Començant en el pol Nord i dirigint-se cap al pol Sud, aquest meridià travessa:
| Coordenades                               | País, territori o mar | Notes |
| ----------------------------------------- | --------------------- | --- |
| 90° 0′ N, 176° 0′ O / 90.000°N,176.000°O  | Oceà Àrtic            | |
| 71° 44′ N, 176° 0′ O / 71.733°N,176.000°O | Mar dels Txuktxis     | Passa a l'oest de l'illa de Herald, Districte autònom de Txukotka, Rússia (at 71° 25′ N, 175° 46′ O / 71.417°N,175.767°O) |
| 67° 51′ N, 176° 0′ O / 67.850°N,176.000°O | Rússia                | Districte autònom de Txukotka — Península de Txukotka |
| 65° 23′ N, 176° 0′ O / 65.383°N,176.000°O | Mar de Bering         | |
| 52° 5′ N, 176° 0′ O / 52.083°N,176.000°O  | Estats Units          | Alaska — Illes Great Sitkin, Umak i Little Tanaga |
| 51° 48′ N, 176° 0′ O / 51.800°N,176.000°O | Oceà Pacífic          | Passa a l'est de l'illa Wallis, Wallis i Futuna (a 13° 16′ S, 176° 8′ O / 13.267°S,176.133°O) · Passa a l'oest de l'illa de Niuafo'ou, Tonga (a 15° 36′ S, 175° 41′ O / 15.600°S,175.683°O) · Passa a l'est de l'illa d''Ata, Tonga (at 22° 20′ S, 176° 11′ O / 22.333°S,176.183°O) · Passa a l'est de l'illa Chatham, Nova Zelanda (at 43° 44′ S, 176° 11′ O / 43.733°S,176.183°O) |
| 44° 13′ S, 176° 0′ O / 44.217°S,176.000°O | Nova Zelanda          | Illes Star Keys/Motuhope |
| 44° 14′ S, 176° 0′ O / 44.233°S,176.000°O | Oceà Pacífic          | Passa a l'est de l'illa Pitt, Nova Zelanda (a 44° 16′ S, 176° 8′ O / 44.267°S,176.133°O) |
| 60° 0′ S, 176° 0′ O / 60.000°S,176.000°O  | Oceà Antàrtic         | |
| 78° 24′ S, 176° 0′ O / 78.400°S,176.000°O | Antàrtida             | Dependència de Ross, reclamat per Nova Zelanda |